# Balduinstraße (Trier)
Die Balduinstraße ist eine Straße in Trier im Stadtteil Mitte, die nach Balduin von Luxemburg benannt ist, der von 1307 bis 1354 Erzbischof von Trier und somit auch einer der sieben Kurfürsten des Heiligen Römischen Reiches Deutscher Nation war. Am nordöstlichen Ende der Straße steht der 1897 zu Ehren des Kurfürsten errichtete Balduinbrunnen. Im Verlauf der Balduinstraße befinden sich noch zwei weitere Kulturdenkmäler aus der Zeit um 1900. Außerdem grenzt die Reichsbahndirektion Trier zum Teil an die Straße.